# Palosjärvi
Palosjärvi är en sjö i kommunen Jockas i landskapet Södra Savolax i Finland. Sjön ligger 85,2 meter över havet. Arean är 71 hektar och strandlinjen är 4,39 kilometer lång. Sjön  ingår i Vuoksens huvudavrinningsområde.   Den ligger omkring 50 kilometer nordöst om S:t Michel och omkring 260 kilometer nordöst om Helsingfors. 